# ランゲルン
ランゲルン（ドイツ語: Ranggeln）はオーストリアのレスリング。ゲルマン民族の大移動時代に、アイスランド相撲のグリマに、パンクラチオンが加わって生まれる。グレコローマンレスリングに技が近い。

## 伝統
ランゲルン(Ranggeln)は東アルプス地方（ザルツブルク、チロル）で盛んなレスリングである。
技術・勇気・強さ
有名な大会としてはザルツブルグでおこなわれるフントストアランゲルンがある。

## 試合ルール
- 試合時間 6分間 （勝敗が決まらない場合は引き分け）
- ラングラー生地（リネン）の白いシャツと白いズボン、レザーベルトを着用し、どこを掴んでもよい。
- 絞め技・関節技は禁止。
- ホールドや投げを使って両肩を地面につければ勝利。

## 競技大会
- 大会は年2回あり、夏季は屋外の芝生、冬季には屋内のマット。
- 階級は性別・体重・年齢別。
- 試合の勝者は次の試合に進めるが、引き分けは両者敗退とする。
- 大会の優勝者は、ハグモア（土地の長）の称号が与えられ、旗とメダルが授与される

　ハグモアとはハグ（土地）マイヤー（管理者）に由来する言葉である